# Lineodes venezuelensis
Lineodes venezuelensis là một loài bướm đêm trong họ Crambidae.